# Stanhopea avicula
Stanhopea avicula är en orkidéart som beskrevs av Robert Louis Dressler. Stanhopea avicula ingår i släktet Stanhopea och familjen orkidéer.
Artens utbredningsområde är Panamá. Inga underarter finns listade i Catalogue of Life.

## Bildgalleri

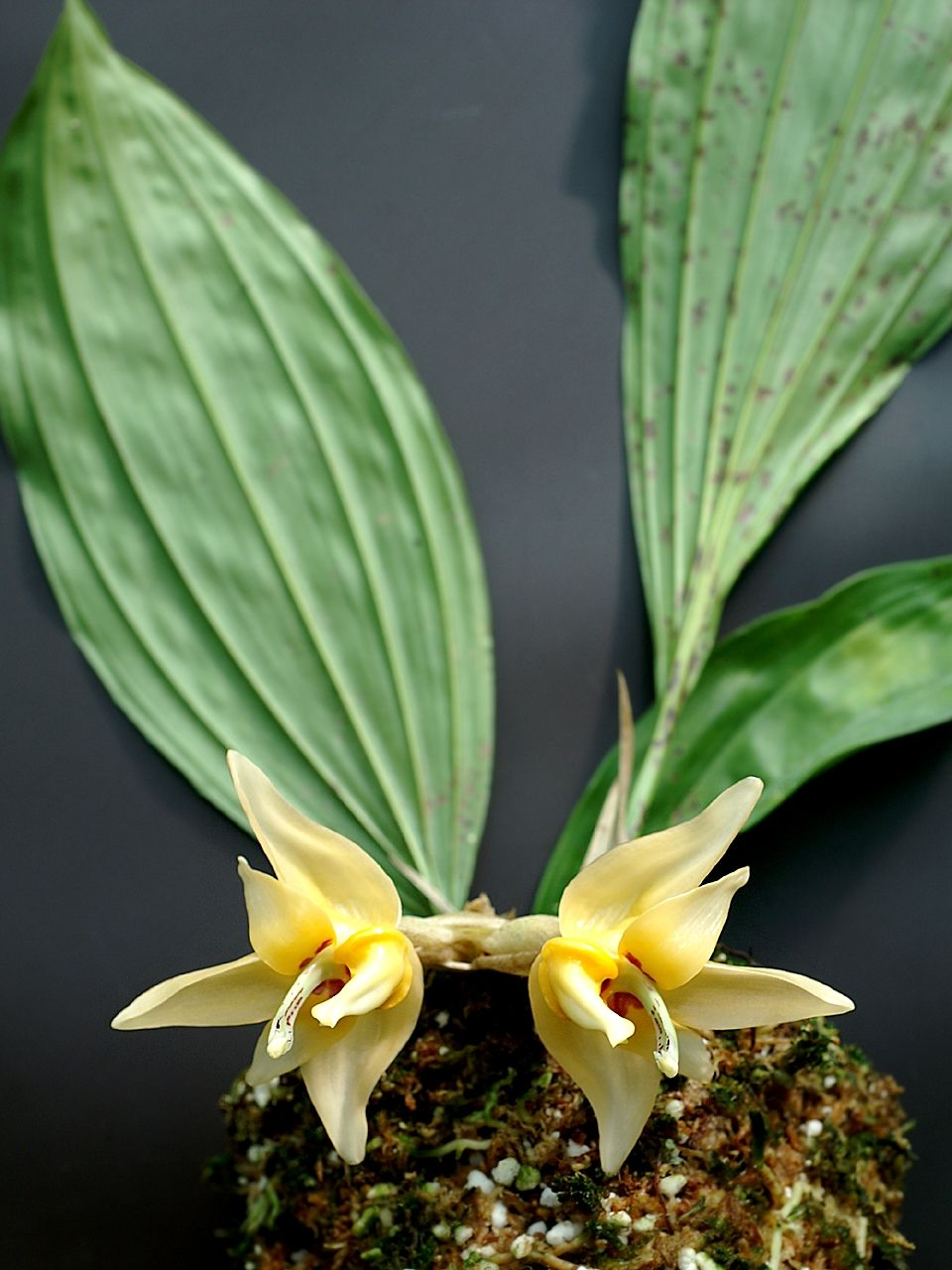
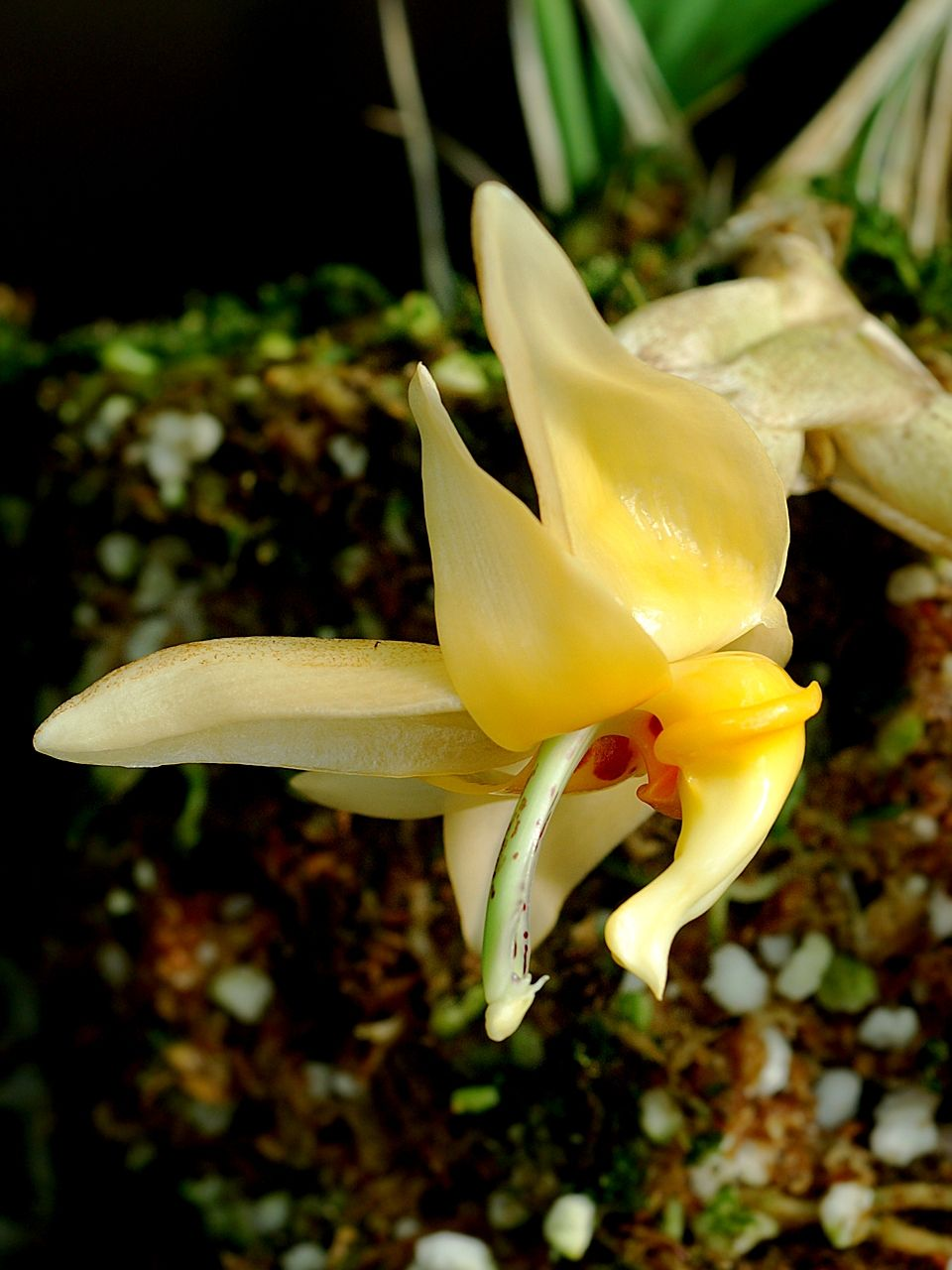
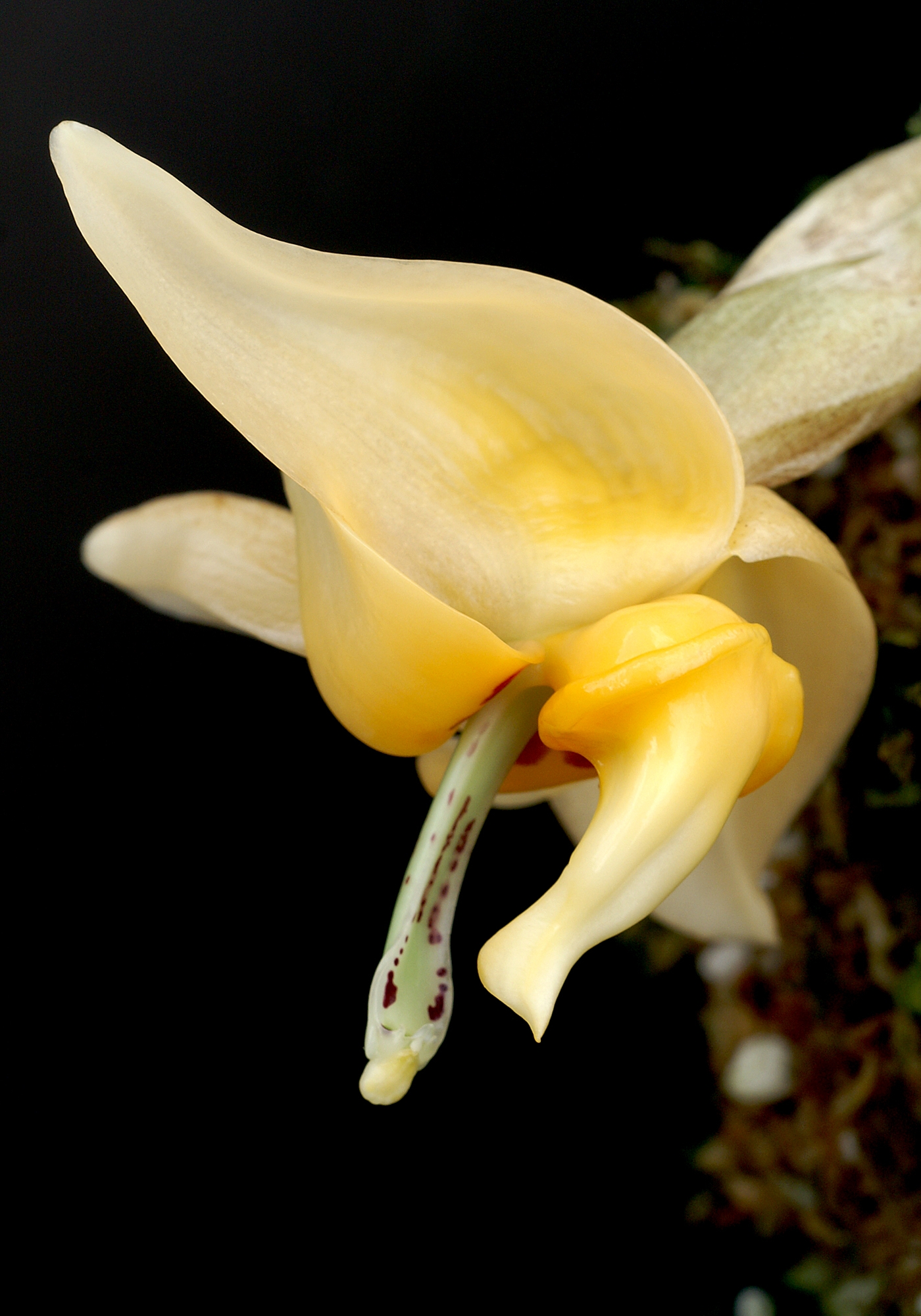
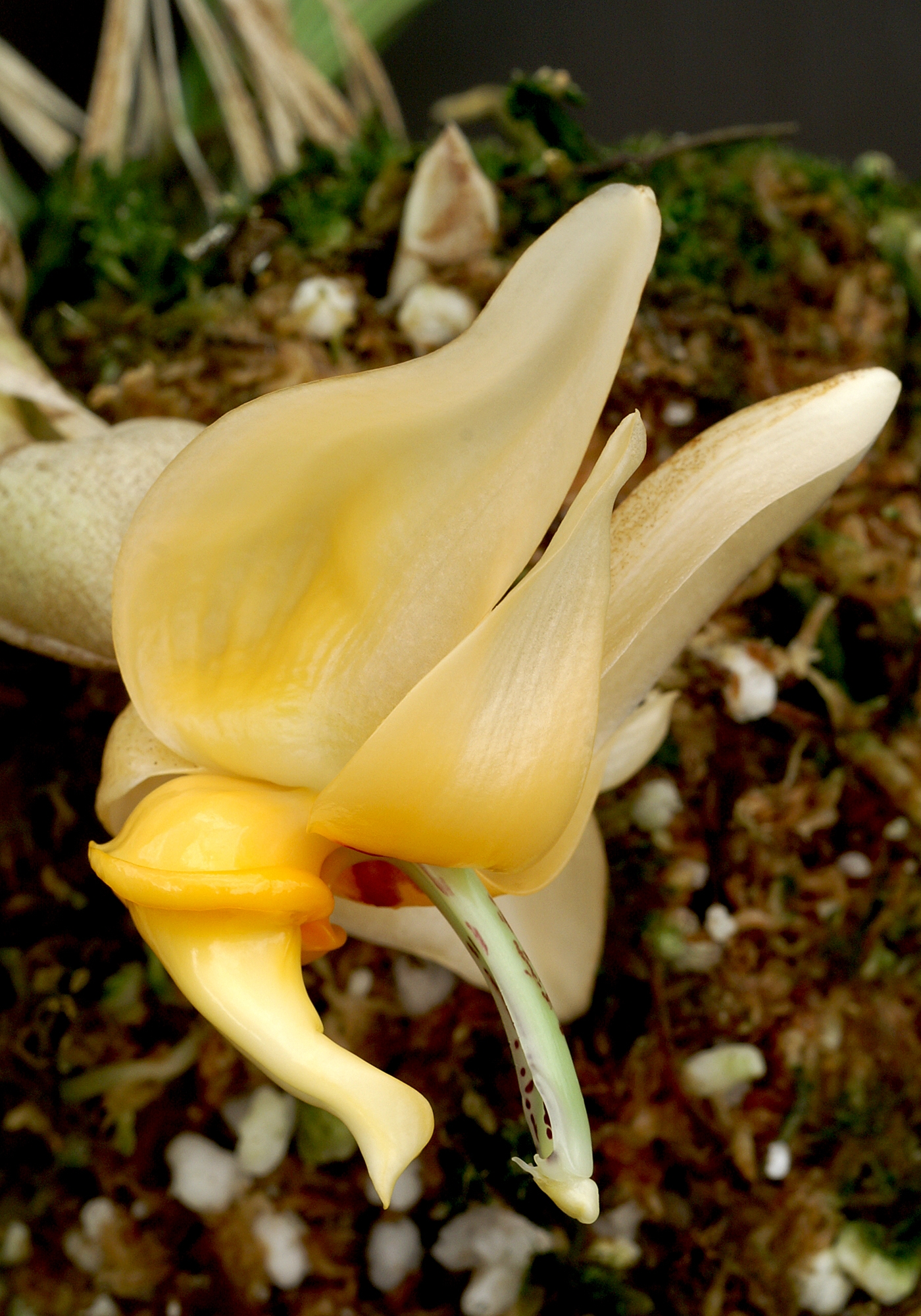